# سامي جاسم محمد الجبوري
سامي جاسم محمد الجبوري، المعروف أيضًا باسم حجي حميد (مواليد 1970 أو 1973)، هو عراقي معروف بكونه قائد بارز في تنظيم الدولة الإسلامية. الجبوري متورط في تمويل عمليات داعش.

## خلفية
يعتقد أن الجبوري ولد عام 1970 أو 1973 في الموصل بالعراق. كان عضوًا في تنظيم القاعدة في العراق قبل مجيئه لإدارة الشؤون المالية لداعش أثناء خدمته كنائب لداعش في جنوب الموصل في عام 2014. صنفته وزارة الخزانة الأمريكية على أنه إرهابي عالمي مُصنف بشكل خاص في سبتمبر 2015. وأشرف الجبوري على عمليات توليد الدخل لداعش من بيع النفط والغاز والآثار والمعادن بشكل غير قانوني. في 11 أغسطس 2016، شنت القوات الخاصة الأمريكية وقوات الأمن في كردستان العراق غارة على القائم وأفادت التقارير في البداية أنها قتلت الجبوري وأحد نوابه.
واصلت الولايات المتحدة إدراج الجبوري في قائمة «المكافآت من أجل العدالة»، ويُعتقد أنه أصبح رئيسًا للجنة المفوضة لزعيم داعش أبو إبراهيم الهاشمي القرشي بحلول عام 2020.

## اعتقاله
في 11 تشرين الأول/ أكتوبر 2021، أعلن رئيس الوزراء العراقي، مصطفى الكاظمي، عن القبض على سامي جاسم على يد قوات المخابرات العراقية.